# そして誰もいなくなった (戯曲)

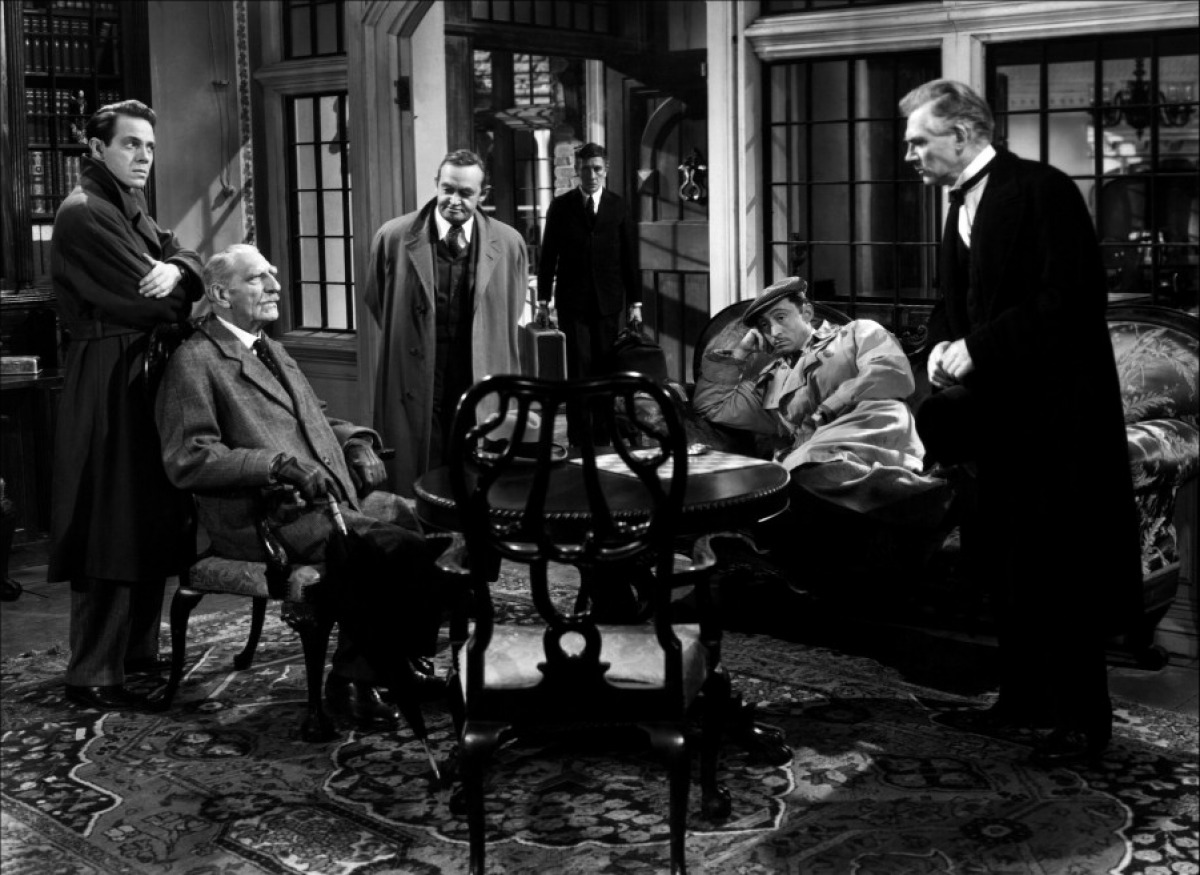
1945年の　　舞台の一部

『そして誰もいなくなった』（そしてだれもいなくなった、And Then There Were None）は、1943年のアガサ・クリスティの戯曲である。この戯曲は、1939年の『そして誰もいなくなった』が原作となっている。もともは『Ten Little Niggers』という題名で上演された。他にも 『Ten Little Indians』という題名でも上演された。

## 刊行情報
- 『そして誰もいなくなった』、福田逸訳、新水社、1984年1月
- 「そして誰もいなくなった」、麻田実訳、早川書房（『ハヤカワ・ミステリマガジン』）、1990年10月号
- 「そして誰もいなくなった」、麻田実訳、早川書房（『ハヤカワ・ミステリマガジン』）、2017年3月号
- 『十人の小さなインディアン』、渕上痩平訳、論創社（論創海外ミステリ 210）、2018年6月、ISBN 978-4-8460-1722-4